# Yūdachi (tàu khu trục Nhật)
Yudachi (tiếng Nhật: 夕立) là một tàu khu trục hạng nhất của Hải quân Đế quốc Nhật Bản, thuộc lớp tàu khu trục Shiratsuyu bao gồm mười chiếc. Yudachi đã từng tham gia nhiều hoạt động trong giai đoạn đầu của Mặt trận Thái Bình Dương trong Chiến tranh Thế giới thứ hai, trước khi bị đánh chìm trong trận Hải chiến Guadalcanal phía Tây Nam đảo Savo, vào ngày 13 tháng 11 năm 1942.

## Thiết kế và chế tạo
Lớp tàu khu trục Shiratsuyu là phiên bản cải tiến dựa trên lớp tàu khu trục Hatsuharu, được thiết kế để tháp tùng lực lượng tấn công chủ lực của Hải quân Nhật Bản, và để tiến hành những cuộc tấn công cả ngày và đêm bằng ngư lôi nhằm vào Hải quân Hoa Kỳ khi chúng vượt băng qua Thái Bình Dương, theo kế hoạch của học thuyết chiến lược hải quân Nhật Bản. Mặc dù là một trong những lớp tàu khu trục mạnh mẽ nhất thế giới khi hoàn tất, không có chiếc nào sống sót qua cuộc Chiến tranh Thái Bình Dương.
Yudachi là chiếc thứ tư trong số sáu tàu khu trục được chế tạo trong Chương trình Bổ sung Vũ khí Hải quân Nhật Bản (1931) (Maru Ichi Keikaku); nó được đặt lườn tại  Xưởng hải quân Sasebo vào ngày 16 tháng 10 năm 1934, được hạ thủy vào ngày 21 tháng 6 năm 1936, và được đưa ra hoạt động vào ngày 7 tháng 1 năm 1937.

## Lịch sử hoạt động
Vào lúc xảy ra cuộc Tấn công Trân Châu Cảng, Yudachi được phân về Đội 2 của Hải đội Khu trục 4 trực thuộc Hạm đội 2 Hải quân Đế quốc Nhật Bản cùng với các tàu chị em Murasame, Harusame và Samidare; và đã khởi hành từ Quân khu Bảo vệ Mako tham gia cuộc chiếm đóng Philippines ("Chiến dịch M").
Từ tháng 1 năm 1942, Yudachi tham gia các hoạt động tại Đông Ấn thuộc Hà Lan, bao gồm việc chiếm đóng đảo Tarakan, Balikpapan và phía Đông Java. Trong Trận chiến biển Java, Yudachi đối đầu cùng một nhóm tàu tuần dương và tàu khu trục Đồng Minh. Quay trở lại vịnh Subic ở Philippines vào ngày 16 tháng 3, nó đã hỗ trợ cho cuộc phong tỏa vịnh Manila và chiếm đóng Cebu, rồi quay trở về Xưởng hải quân Yokosuka để sửa chữa vào đầu tháng 5. Trong trận Midway vào các ngày 4–6 tháng 6, nó nằm trong thành phần lực lượng đổ bộ lên Midway dưới quyền chỉ huy của Đô đốc Nobutake Kondō.
Từ giữa tháng 6, Yudachi được điều sang Mergui ngang qua Singapore để gia nhập lực lượng dự định tấn công Ấn Độ Dương, nhưng chiến dịch này bị hủy bỏ do cuộc đổ bộ tại Guadalcanal. Yudachi đi đến quần đảo Shortland Island vào ngày 30 tháng 8, và lập tức được giao nhiệm vụ vận chuyển tốc độ cao "Tốc hành Tokyo" đến Guadalcanal. Trong một chuyến đi như vậy vào ngày 4-5 tháng 9, Yudachi đã giúp vào việc đánh chìm các tàu khu trục USS Gregory và USS Little. Yudachi tiếp tục các hoạt động tại Guadalcanal cho đến tháng 11, tham chiến một lúc ngắn trong trận chiến quần đảo Santa Cruz vào ngày 26 tháng 12 dưới quyền chỉ huy của Đô đốc Takeo Kurita.
Trong đêm 12–13 tháng 11 năm 1942, trong khuôn khổ trận Hải chiến Guadalcanal thứ nhất, Yudachi đã hộ tống Lực lượng Bắn phá của Chuẩn Đô đốc Abe Hiroaki. Là chiếc dẫn đầu của đội hình vào lúc bắt đầu trận đánh, Yudachi phải đổi chệch hướng để tránh các tàu chiến Mỹ, rồi nó phóng ngư lôi vào tàu tuần dương USS Portland. Sau khi Yudachi bị loại khỏi vòng chiến đấu bởi hỏa lực pháo của nhóm tàu chiến Mỹ, 207 người còn sống sót được triệt thoái bởi tàu chị em Samidare, nhưng đã không thể đánh đắm bằng ngư lôi. Xác tàu bị bỏ lại sau đó bị hải pháo của Portland đánh chìm về phía Đông Nam đảo Savo ở tọa độ 09°14′N 159°52′Đ / 9,233°N 159,867°Đ.
Yudachi được rút khỏi danh sách Đăng bạ Hải quân vào ngày 15 tháng 12 năm 1942.